# Соіло Сальдомбіде
Соіло Сальдомбіде (ісп. Zoilo Saldombide, нар. 15 березня 1905, Канелонес — пом. 4 грудня 1981) — уругвайський футболіст, нападник.
Насамперед відомий виступами за клуб «Насьйональ» та національну збірну Уругваю.
У складі збірної — чемпіон світу 1930, олімпійський чемпіон 1924 та дворазовий переможець чемпіонату Південної Америки. 

## Клубна кар'єра
У дорослому футболі дебютував 1922 року виступами за команду клубу «Монтевідео Вондерерс», в якій провів чотири сезони. В цей час в Уругваї існувало дві футбольні ліги і в 1923 році «Вондерерс» виграв одну з них.
1927 року перейшов до клубу «Насьйональ», за який відіграв 7 сезонів.  Більшість часу, проведеного у складі «Насьйоналя», був основним гравцем атакувальної ланки команди.  У цьому клубі і завершив професійну кар'єру футболіста у 1934 році.

## Виступи за збірну
1922 року дебютував в офіційних матчах у складі національної збірної. Протягом кар'єри у національній команді, яка тривала 7 років, провів у формі головної команди країни лише 15 матчів, забивши 3 голи.
На чемпіонату світу 1930 в Уругваї, Олімпійських іграх 1924 у Парижі та чемпіонату Південної Америки 1924 в Уругваї перебував у резерві збірної Уругвая. На чемпіонату Південної Америки 1926 в Чилі провів всі чотири матчі у складі національної команди і забив два голи у ворота збірної Парагвая. На усїх цих турнірах уругвайці здобували золоті нагороди.
Помер 4 грудня 1981 року на 77-му році життя.

## Титули і досягнення
- Чемпіон світу (1): 1930
- Олімпійський чемпіон: 1924
- Чемпіон Південної Америки (2): 1924, 1926
- Чемпіон Уругваю (3): 1923, 1933, 1934